# Chlorocoma carenaria
Chlorocoma carenaria là một loài bướm đêm trong họ Geometridae.